# Gudarnas fest
Gudarnas fest är en oljemålning av den italienske renässanskonstnären Giovanni Bellini. Den målades 1514 och omarbetades först av Dosso Dossi och därefter 1529 av Tizian. Tavlan är sedan 1942 utställd på National Gallery of Art i Washington D.C. 
Bellini har hämtat motivet från den romerske poeten Ovidius diktverk Fasti. Som titeln anger föreställer den en backanal med romerska gudar, satyrer och nymfer i en trädbevuxen pastoral miljö. Från vänster avbildas en satyr, Silenus och hans åsna, en ung Bacchus, Silvanus, Mercurius med hjälm och kaducéstav, en satyr, Jupiter, två nymfer, Pan, Neptunus, två nymfer, Ceres, Apollo, Priapos och Lotis. Enligt Ovidius berättelse försökte Priapos sexuellt ofreda den sovande nymfen Lotis, hans närmande avbildas i bildens högerkant. Han blev dock påkommen eftersom gudarna vaknade av att Silenus åsna började bräka. 
Målningen var den första i en serie mytologiska verk som hertig Alfonso I av Este beställde av Bellini, Dosso Dossi och Tizian (den senare bidrog med Backanal på Andros, Bacchus och Ariadne och Offer till Venus). Målningarna ingick i en större utsmyckning av camerino d'alabastro (alabasterkammaren) i hertigens palats i Ferrara. 
Bellini avslutade Gudarnas fest två år före sin död 1514. Hertigen beställde två omarbetningar av tavlan, först ett mindre tillägg av Dosso Dossi som bland annat målade fasanen i trädet. Tizian målade om bakgrunden 1529 så att den harmoniserade bättre med hans tavlor i alabasterkammaren. Alla figurer är dock målade av Bellini. De har fått en personlig prägel och vissa detaljer ur deras legender och relationer har givits en konstnärlig form, allt omfattat av ett gyllene ljus av hög klassisk värdighet. 